# Camellia pubescens
Camellia pubescens là một loài thực vật có hoa trong họ Theaceae. Loài này được C.C.Chang & C.X.Ye mô tả khoa học đầu tiên năm 1987.